# Miss Rhode Island USA
Miss Rhode Island USA est un concours de beauté féminin destiné aux jeunes femmes de 17 à 27 ans domiciliées dans l'état de Rhode Island. La gagnante est qualifiée à l'élection de Miss USA.
Olivia Culpo est la première Miss Rhode Island USA à avoir remporté le titre de Miss USA en 2012. Elle a aussi été élue Miss Univers 2012.

## Lauréates

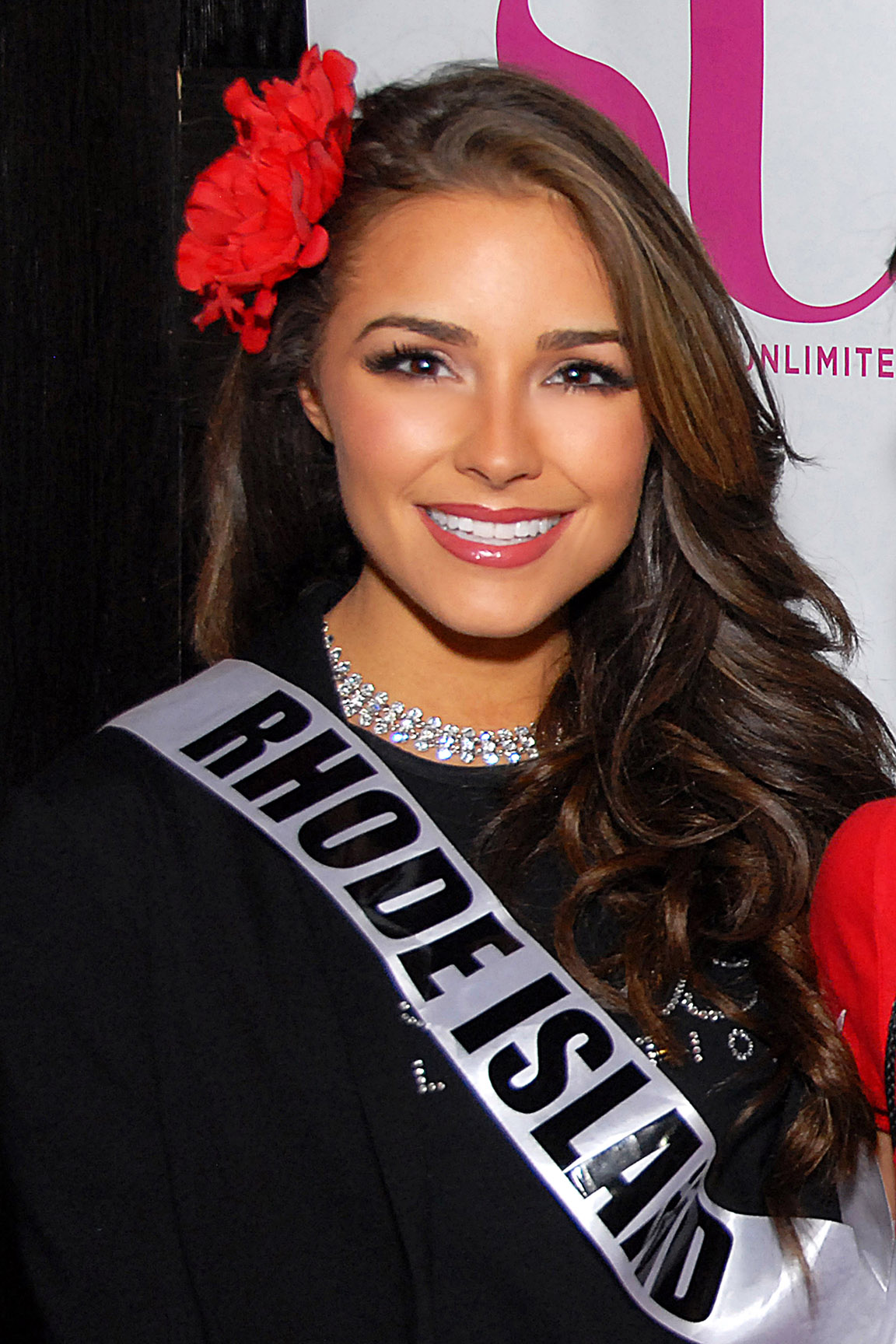
Olivia Culpo, Miss Univers 2012

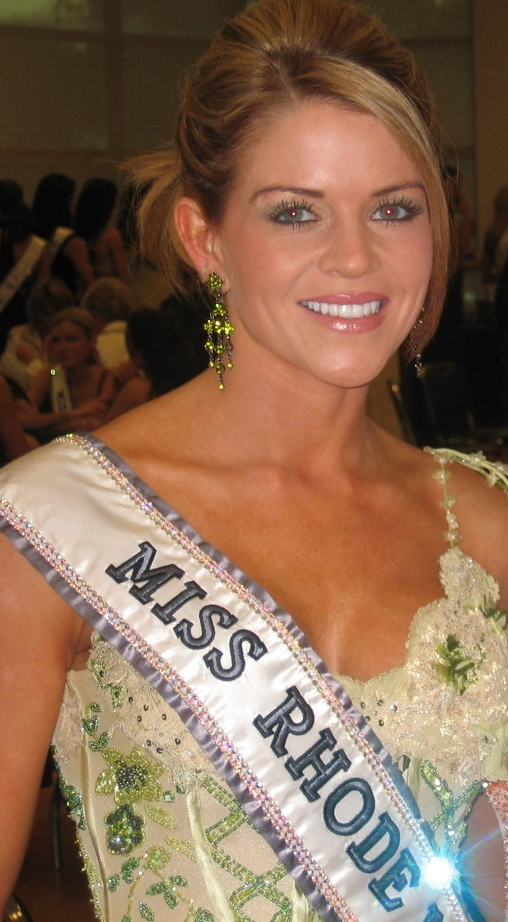
Leeann Tingley, Miss Rhode Island USA 2006

| Année | Nom                     | Domicile         | Âge | Classement à Miss USA | Prix spéciaux à Miss USA | Notes                                                                            |
| ----- | ----------------------- | ---------------- | --- | --------------------- | ------------------------ | -------------------------------------------------------------------------------- |
| 2025  | Brianna Vega            | Providence       | 28  |                       |                          |                                                                                  |
| 2024  | Kaitlynne Santana       | Woonsocket       | 22  |                       |                          |                                                                                  |
| 2023  | Mary Malloy             | Cumberland       | 26  |                       |                          | Participation à Miss Rhode Island Teen USA 2015                                  |
| 2022  | Elaine Collado          | Providence       | 27  |                       |                          | Participation à Miss Rhode Island Teen USA 2013                                  |
| 2021  | Karly Laliberte         | Pawtucket        | 26  |                       |                          |                                                                                  |
| 2020  | Jonét Nichelle          | Providence       | 24  |                       |                          |                                                                                  |
| 2019  | Nicole Pallozzi         | Providence       | 23  |                       |                          |                                                                                  |
| 2018  | Daescia DeMoranville    | Johnston         | 21  |                       |                          |                                                                                  |
| 2017  | Kelsey Swanson          | Cranston         | 22  |                       |                          |                                                                                  |
| 2016  | Theresa Agonia          | Providence       | 23  |                       |                          |                                                                                  |
| 2015  | Anea Garcia             | Cranston         | 20  | 2e dauphine           |                          | Destituée de Miss Grand International 2015                                       |
| 2014  | Christina Palavra       | Providence       | 18  |                       |                          |                                                                                  |
| 2013  | Brittany Stenovitch     | Cranston         | 19  |                       |                          |                                                                                  |
| 2012  | Olivia Culpo            | Cranston         | 19  | Gagnante              |                          | Miss Univers 2012                                                                |
| 2011  | Kate McCaughey          | Lincoln          | 22  |                       |                          |                                                                                  |
| 2010  | Kristina Primavera      | Narragansett     | 22  |                       |                          | Participation à Miss Rhode Island Teen USA 2003                                  |
| 2009  | Alysha Castonguay       | Woonsocket       | 22  |                       |                          | Participation à Miss Rhode Island Teen USA 2002 et top 10 à Miss Teen USA 2002   |
| 2008  | Amy Diaz                | Johnston         | 23  | Top 15                |                          | Participe à Miss Rhode Island Teen USA 2001 et participe à Miss Terre 2009       |
| 2007  | Danielle Lacourse       | North Providence | 21  | 1re dauphine          |                          |                                                                                  |
| 2006  | Leeann Tingley          | East Greenwich   | 24  | Top 10                |                          |                                                                                  |
| 2005  | Allison Paganetti       | North Kingstown  | 21  |                       |                          |                                                                                  |
| 2004  | Sarah Bettencourt       | Lincoln          | 20  |                       |                          |                                                                                  |
| 2003  | Krisily Kennedy         | Warwick          | 23  |                       |                          | Dauphine de la saison 7 de The Bachelor candidate à la 4e saison de Bachelor Pad |
| 2002  | Janet Sutton            | Narragansett     | 23  | Top 12                |                          |                                                                                  |
| 2001  | Yanaiza Alvarez         | Providence       | 24  | Top 10                |                          |                                                                                  |
| 2000  | Heidi St. Pierre        | Harrisville      | 23  |                       |                          |                                                                                  |
| 1999  | Claire DeSimone         | Warwick          |     |                       |                          |                                                                                  |
| 1998  | Connie Harrolle         | East Providence  |     |                       |                          |                                                                                  |
| 1997  | Claudia Jordan          | East Providence  | 23  | Top 10                |                          | Participation à Miss Rhode Island Teen USA 1990; mannequin à Deal or No Deal     |
| 1996  | Karen Bradley           | Providence       | 19  |                       |                          |                                                                                  |
| 1995  | Jennifer Aubin          | Woonsocket       | 20  | Top 12                |                          |                                                                                  |
| 1994  | RayeAnne Johnson        | Lincoln          |     |                       |                          | Participation à Miss Rhode Island Teen USA 1987                                  |
| 1993  | Julie Roach             | Wakefield        |     |                       |                          |                                                                                  |
| 1992  | Yvette Hernandez        | Providence       |     |                       |                          |                                                                                  |
| 1991  | Lynne Michael           | Cranston         |     |                       |                          |                                                                                  |
| 1990  | Susan Lima              | West Warwick     |     |                       |                          |                                                                                  |
| 1989  | Debra Damiano           | Providence       |     |                       |                          |                                                                                  |
| 1988  | Cindy Geronda           | North Providence |     |                       |                          |                                                                                  |
| 1987  | Lisa Benson             | North Kingstown  |     |                       |                          |                                                                                  |
| 1986  | Donna Silva             | Cranston         |     |                       |                          |                                                                                  |
| 1985  | Dana Wilson             | Riverside        |     |                       |                          |                                                                                  |
| 1984  | Debbie Mowry            | North Providence |     |                       |                          |                                                                                  |
| 1983  | Allegra Hendricks       | Providence       |     |                       |                          |                                                                                  |
| 1982  | Peggy McGraw            | Scituate         |     |                       |                          |                                                                                  |
| 1981  | Patti Reo               | Cranston         |     |                       |                          |                                                                                  |
| 1980  | Robyn Hall              | Pawtucket        |     |                       |                          |                                                                                  |
| 1979  | Theresa Patterson       | Lincoln          |     |                       |                          |                                                                                  |
| 1978  | Sharon Lee McGarry      | Warwick          |     |                       |                          |                                                                                  |
| 1977  | Susan Carten            | Cranston         | 17  |                       |                          |                                                                                  |
| 1976  | Kathleen Confreda       | Warwick          |     |                       |                          |                                                                                  |
| 1975  | Marice Love             | Providence       |     |                       |                          |                                                                                  |
| 1974  | Debra Anne Cerroni      | Smithfield       |     |                       |                          |                                                                                  |
| 1973  | Gayle White             | Providence       | 21  | 2e dauphine           |                          |                                                                                  |
| 1972  | Jeanne Lemay            | West Warwick     |     |                       |                          |                                                                                  |
| 1971  | Laurie Stahle           | North Kingstown  |     |                       |                          |                                                                                  |
| 1970  | Rebecca Galleshaw       | Warwick          |     |                       |                          |                                                                                  |
| 1969  | Donna Lewis             | Providence       |     |                       |                          |                                                                                  |
| 1968  | Betty Lou Whitmore      | Providence       |     |                       |                          |                                                                                  |
| 1967  | Nancy Giuliano          | Woonsocket       |     |                       |                          |                                                                                  |
| 1966  | Barbara Williams        | Providence       |     |                       |                          |                                                                                  |
| 1965  | Paula Farrow            | Warwick          |     |                       |                          |                                                                                  |
| 1964  | Carol Ann Tantimonico   | Johnston         |     |                       |                          |                                                                                  |
| 1963  | Rosemary Jane Dickinson | Providence       |     |                       |                          |                                                                                  |
| 1962  | Marilyn Ann Scott       | Pawtucket        |     |                       |                          |                                                                                  |
| 1961  | Joan Marie Zeller       | Riverside        | 23  | Demi-finaliste        |                          |                                                                                  |
| 1960  | Lorelie Sue White       | Cranston         |     |                       |                          |                                                                                  |
| 1959  | Gloria Ryder            | Providence       |     |                       |                          |                                                                                  |
| 1958  | Claire DiPaolo          | Providence       |     |                       |                          |                                                                                  |
| 1957  | Myrna Altieri           | Cranston         |     |                       |                          |                                                                                  |
| 1956  | Sandra Vozella          | Point Judith     |     |                       |                          |                                                                                  |
| 1955  | Beverly Jansen          | Providence       |     |                       |                          |                                                                                  |
| 1954  | Joyce Ann Sandberg      | Warwick          |     |                       |                          |                                                                                  |
| 1953  | Barbara Rose Deigman    | Providence       |     |                       |                          |                                                                                  |
| 1952  | Delores Selinder        | Providence       |     |                       |                          |                                                                                  |

## Palmarès à l’élection Miss USA depuis 1952
- Miss USA : 2012
- 1re dauphine : 2007
- 2e dauphine : 1973, 2015
- 3e dauphine :
- 4e dauphine :
- Top 5 :
- Top 10 : 1997, 2001, 2006
- Top 15 : 1961, 1995, 2002, 2008
- Top 20 :
- Classement des états pour les 10 dernières élections :